# Federico Rodríguez
Federico Martín Rodríguez Rodríguez (Montevideo, 3 de abril de 1991) é um futebolista uruguaio que atua como atacante. Atualmente joga pelo Danubio.

## Carreira
Foi revelado pelo Bella Vista. Em sua primeira temporada na Primera División de Uruguay, foi o artilheiro de sua equipe, com 9 gols em 15 jogos. No início de 2011 ele se transferiu para o Peñarol junto com outra promessa do Bella Vista, Pablo Cepellini.
Logo após o Campeonato Sul-Americano de Futebol Sub-20, Rodríguez acertou com o Genoa, onde foi vendido por 4 milhões de euros.
Em 24 de junho, Rodríguez acertou com o Bologna.
Disputou pela Seleção Uruguaia de Futebol o Campeonato Sul-Americano de Futebol Sub-20 de 2011, que foi realizado no Peru.
Em 2012, é emprestado ao Piacenza. Em 2013, foi emprestado ao Montevideo Wanderers.